# Amietina eburnea
Amietina eburnea är en skalbaggsart som beskrevs av Yves Cambefort 1981. Amietina eburnea ingår i släktet Amietina och familjen bladhorningar. Inga underarter finns listade i Catalogue of Life.